# Bernard Lavigne (1954-2019)
Ne doit pas être confondu avec Bernard Lavigne (1894-1926).
Bernard Lavigne, né le 23 août 1954 à Douzains et mort le 27 décembre 2019 à Pessac, est un joueur français de rugby à XV qui a joué avec l'équipe de France et le SU Agen au poste de trois-quarts aile (1,85 m pour 85 kg).

## Biographie
Il est président du SU Agen de 1996 à 2000. Bernard Lavigne est membre du comité directeur de la Ligue nationale de rugby de 1998 à 2000 en tant que représentant des clubs de Top 14.

### Carrière de joueur

#### En club
- SU Agen

#### En équipe nationale
Bernard Lavigne a disputé son premier test match le 10 novembre 1984 contre l'équipe de Roumanie et le dernier contre l'équipe d'Angleterre, le 2 février 1985.

#### Avec les Barbarians
Le 23 novembre 1983, Bernard Lavigne est invité avec les Barbarians français pour jouer contre l'Australie à Toulon. Les Baa-Baas s'inclinent 21 à 23. L'année suivante, le 1er septembre 1984, il joue de nouveau avec les Barbarians français contre les Harlequins au Stade de Twickenham. Les Baa-Baas l'emportent 42 à 20.

## Palmarès

### En club
- Championnat de France de première division :
  - Champion (1) : 1982
  - Vice-champion (1) : 1984
- Challenge Yves du Manoir :
  - Vainqueur (1) : 1983

### En équipe nationale
- Sélections en équipe nationale : 2
- Sélections par année : 1 en 1984 et 1 en 1985
- Tournoi des Cinq Nations disputé : 1985